# Karen Percy
Pour les articles homonymes, voir Percy.
Karen Percy, née le 10 octobre 1966 à Edmonton, est une skieuse alpine canadienne, originaire de Banff.

## Palmarès

### Jeux olympiques
| Épreuve / Édition | Calgary 1988 |
| Descente          | Bronze       |
| Super-G           | Bronze       |
| Combiné           | 4e           |

### Championnats du monde
| Épreuve / Édition | Bormio 1985 | Crans Montana 1987 | Vail 1989 |
| Descente          | 13e         | 10e                | Argent    |
| Super-G           | -           | -                  | 10e       |
| Combiné           | 11e         | 7e                 | -         |

### Coupe du monde
- Meilleur résultat au classement général : 9e en 1989

#### Différents classements en Coupe du monde
| Année/Classement | Année/Classement | Général | Général | Descente | Descente | Slalom | Slalom | Géant  | Géant  | Super-G | Super-G | Combiné | Combiné |
| ---------------- | ---------------- | ------- | ------- | -------- | -------- | ------ | ------ | ------ | ------ | ------- | ------- | ------- | ------- |
| Année/Classement | Année/Classement | Class.  | Points  | Class.   | Points   | Class. | Points | Class. | Points | Class.  | Points  | Class.  | Points  |
| 1985             | 1985             | 82e     | 2       | -        | -        | -      | -      | -      | -      | -       | -       | 30e     | 2       |
| 1986             | 1986             | 43e     | 32      | 18e      | 24       | -      | -      | -      | -      | -       | -       | 28e     | 8       |
| 1987             | 1987             | 23e     | 49      | 20e      | 18       | -      | -      | -      | -      | 14e     | 21      | 5e      | 11      |
| 1988             | 1988             | 11e     | 107     | 4e       | 59       | 27e    | 9      | -      | -      | 13e     | 15      | 3e      | 24      |
| 1989             | 1989             | 9e      | 127     | 7e       | 53       | 15e    | 17     | 14e    | 24     | 12e     | 13      | 4e      | 20      |
| 1990             | 1990             | 43e     | 30      | 18e      | 16       | 28e    | 5      | -      | -      | 22e     | 9       | -       | -       |